# Euphorbia somalensis
Euphorbia somalensis är en törelväxtart som beskrevs av Ferdinand Albin Pax. Euphorbia somalensis ingår i släktet törlar, och familjen törelväxter. Inga underarter finns listade i Catalogue of Life.